# Joseph Le Saige de La Villebrune
Joseph François-Xavier Pierre Jacques Le Saige de La Villebrune est un homme politique français né le 7 septembre 1774 à Bédée (Ille-et-Vilaine) et décédé le 1er janvier 1833 à Dol (Ille-et-Vilaine).

## Biographie
Émigré sous la Révolution, il est nommé conseiller de préfecture en 1815, puis secrétaire général de la préfecture. Il est député d'Ille-et-Vilaine de 1828 à 1830, siégeant dans la majorité soutenant la Restauration.

## Sources
- « Joseph Le Saige de La Villebrune », dans Adolphe Robert et Gaston Cougny, Dictionnaire des parlementaires français, Edgar Bourloton, 1889-1891 [détail de l’édition]